# Baal (België)
Baal is een dorp in de Belgische provincie Vlaams-Brabant en sinds 1977 een deelgemeente van de gemeente Tremelo. Geografisch en volkskundig behoort Baal tot de Zuiderkempen.

## Toponymie
In een oorkonde van 1320 zou reeds de aanduiding Bael te lezen zijn. Deze naam zou mogelijk afstammen van het Germaanse Bâl, wat zoiets als een bundel hout zou betekenen. Het gaat dan vermoedelijk om een plaats in het woud waar sprokkelhout gevonden werd. In een oorkonde van 1359 wordt echter naar de plaats verwezen als Baerle, net als op de kaarten van Karel Van Croÿ uit 1598. Die naamsvariant zou verwijzen naar een bos op schrale bodem. Alleszins is het toponymisch gezien dus van oorsprong een bosnaam.

## Geschiedenis
Historisch gezien was Baal een gehucht van Aarschot. In het dunbevolkte gebied haalden de inwoners van die stad hun hout en turf en op de schrale gronden werden schapen geteeld. In 1794 werd Baal een zelfstandige gemeente. In 1801 werd de plaats daarenboven verheven tot een hulpparochie van Haacht, om uiteindelijk met de bouw van de Sint-Annakerk in 1894 een zelfstandige parochie te worden.
Op 1 januari 1977 fusioneerde Baal met het ten westen ervan gelegen Tremelo.

## Geografie
Baal is bekend om zijn Balenberg die bestaat uit twee heuvels, een lage en een hoge, waarvan de lage het meest bekend is en de hoge zo'n 45 meter boven de zeespiegel ligt. De Zuiderkempen ten noorden van de Balenberg zijn overwegend vlak en lemig zandig. Oorspronkelijk was het een bosrijk gebied met plaatselijk landduinen (zoals dus de Balenberg). Ten zuiden van deze berg komt men in het Hageland met eerst de rivierafzettingen (dominantie van kleien) van de Demervallei.
De Balenberg is een eerder geïsoleerde heuvel in het landschap. Zij is een erosierestant van een vroegere aaneengesloten heuvelrij en stelt een fossiele zandbank voor. Wanneer we de topografie met de geologische ondergrond vergelijken zien we dat net onder de Balenberg een geïsoleerde fractie van de Diestiaanzanden aanwezig is als eerste tertiaire laag. Zo'n restant van een geologisch proces wordt in Vlaanderen ook wel een getuigenheuvel genoemd, en -meer specifiek- deel van het Diestiaan-gebied van Heist-Op-Den-Berg, Beerzel en de Balenberg-Molenberg.

## Bezienswaardigheden
- De Sint-Annakerk
- De Sint-Annakapel
- De Onze-Lieve-Vrouw-van-Hallekapel
- De Botermolen van de Bonte Os
- Het Sven Nys Cycling Center, gewijd aan het veldrijden
- De gemeentelijke begraafplaats

## Natuur en landschap
Baal ligt in de Zuiderkempen op een hoogte van 12-15 meter. De Balenberg is een geïsoleerde getuigenheuvel die tot 45 meter hoogte reikt. De Parkheide is een wandelbos van 7 ha. Ten noorden van Baal bevindt zich de Meerloop een beek waaromheen zich een langgerekt moerasgebied bevindt dat de Meren wordt genoemd. Hier werden ook enkele visvijvers aangelegd.

## Demografische ontwikkeling
- Bronnen:NIS, Opm:1831 tot en met 1970=volkstellingen; 1976 = inwoneraantal op 31 december

## Sport
Teams
Baal heeft een eigen voetbalclub KFC Baal, de club is opgericht op 15 april 1931.
Tennisclub Parkheide (T.C. Parkheide) is een tennisclub gelegen in Baal.
Faciliteiten
Het Sven Nys Cycling Center is gelegen in het Balenbergstraatje in Baal.
Op het domein van Parkheide kan je tennissen op 4 kunstgrasvelden.

### Evenementen
Elk jaar wordt op nieuwjaarsdag op de "kleine Balenberg" de GP Sven Nys gereden, een cyclocrosswedstrijd van de X2O Badkamers Trofee.

## Bekende Balenaars
Bekende inwoners zijn Sven Nys en zijn zoon Thibau Nys.
Een bekende voormalige inwoner is Jan Van den Bergh.

## Nabijgelegen kernen
Tremelo, Werchter, Betekom, Pijpelheide, Begijnendijk